# Pareuseboides albomarmoratus
Pareuseboides albomarmoratus là một loài bọ cánh cứng trong họ Cerambycidae.